# Catagramma cajetani
Catagramma cajetani är en fjärilsart som beskrevs av Achille Guenée 1872. Catagramma cajetani ingår i släktet Catagramma och familjen praktfjärilar. Inga underarter finns listade i Catalogue of Life.